# Francia ai Giochi della XX Olimpiade
La Francia partecipò ai Giochi della XX Olimpiade che si sono svolti a Monaco di Baviera dal 26 agosto all'11 settembre 1972, con una delegazione di 227 atleti impegnati in 15 discipline per un totale di 132 competizioni. Il portabandiera fu lo schermidore Jean-Claude Magnan, alla sua terza Olimpiade, già medaglia d'oro a Città del Messico 1968 nel fioretto a squadre. Il bottino della squadra fu di tredici medaglie: due d'oro, quattro d'argento e sette di bronzo.

## Medaglie
| Medaglia | Nome                                                                             | Sport            | Evento                 |
| -------- | -------------------------------------------------------------------------------- | ---------------- | ---------------------- |
| Oro      | Daniel Morelon                                                                   | Ciclismo         | Velocità individuale   |
| Oro      | Serge Maury                                                                      | Vela             | Classe Finn            |
| Argento  | Guy Drut                                                                         | Atletica leggera | 110 ostacoli           |
| Argento  | Jacques La Degaillerie                                                           | Scherma          | Spada individuale      |
| Argento  | Michel Carrega                                                                   | Tiro a volo      | Fossa olimpica         |
| Argento  | Marc Pajot Yves Pajot                                                            | Vela             | Classe Flying Dutchman |
| Bronzo   | Gilles Bertould Jacques Carette Francis Kerbiriou Roger Vélasquez                | Atletica leggera | Staffetta 4x400        |
| Bronzo   | Jean-Claude Olry Jean-Louis Olry                                                 | Canoa/kayak      | Slalom a coppie        |
| Bronzo   | Jean-Jacques Mounier                                                             | Judo             | fino a 63 kg           |
| Bronzo   | Jean-Paul Coché                                                                  | Judo             | fino a 80 kg           |
| Bronzo   | Jean-Claude Brondani                                                             | Judo             | Categoria Open         |
| Bronzo   | Christian Noël                                                                   | Scherma          | Fioretto individuale   |
| Bronzo   | Gilles Berolatti Jean-Claude Magnan Christian Noël Daniel Revenu Bernard Talvard | Scherma          | Fioretto a squadre     |